# باولو سوتو
باولو سوتو (من مواليد 19 نوفمبر 1943) جيولوجي وسياسي برازيلي. شغل منصب حاكم ولاية باهيا من 1995 إلى 1999 ومن 2003 إلى 2007. وكان أيضًا عضوًا في مجلس الشيوخ من 1999 إلى 2003.

## محافظ باهيا
- في 1994: جولة الإعادة تعطي سوتو منصم اللحاكم ضد دورفال.[2]
- في 1995: تولى سوتو منصب الحاكم، وأنشأ بلو باهيا وبرامج أخرى.
- في 1999: تولى سوتو منصب عضو مجلس الشيوخ.
- في 2002: بدعم من جوميز، تم انتخاب سوتو حاكمًا. في الجولة الثانية دعم سوتو لولا داسيلفا.
- في 2005: انفصل سوتو عن حكومة لولا.
- في 2006: سوتو خاض جولة الإعادة، لكنه هزم من قبل جاك واجنر.